# 고야 히로토
고야 히로토(일본어: 呉屋 大翔, 1994년 1월 2일 ~ )는 일본의 축구 선수이다. 현재 J2리그의 제프 유나이티드 지바에서 뛰고 있다.

## 구단 경력
그는 2016년부터 J리그의 감바 오사카, 도쿠시마 보르티스, V-파렌 나가사키, 가시와 레이솔, 오이타 트리니타, 제프 유나이티드 지바에서 뛰었다.